# Aardbeving Sumatra augustus 2009
De aardbeving op Sumatra was een beving van 6,7 op de schaal van Richter. Op 16 augustus 2009, om 14.38 lokale tijd (07:38 UTC), begon de aarde te trillen vlak bij de kust van Padang, Sumatra. De aardbeving werd heel goed gevoeld in Padang. Het epicentrum lag 43 kilometer ten zuidoosten van het eiland Siberut, aan de westkust van Sumatra.

## Slachtoffers en schade
Er waren geen berichten van slachtoffers of schade op Siberut. Wel stortte er in de stad Padang een roltrap in, waarbij vijf gewonden vielen. Twee anderen raakten gewond doordat het hek van hun huis het begaf.